# 美国药典
美國藥典（USP）是由美國藥典委員會（United States Pharmacopeial Convention，也同樣簡稱為USP）每年印行的藥典（藥品資訊概要），美國藥典委員會是個非營利組織，同時擁有美國藥典的商標，以及著作權。藥典本身與國家藥品處方集（處方集）合併出版，兩者一起簡寫為USP-NF 。如果某種藥品成分或藥品有對應的USP品質標準（依據USP-NF專論格式），藥品必須符合標準才能使用“USP”或者“NF”的標記。符合USP標準的藥品包括人用藥品（處方藥、非處方藥、或者其他藥品），還有動物用藥。USP-NF標準具有美國法律的效力，如果藥品或藥品的成分的功效、品質、或者純度不符合藥典的標準，會被認定是摻假。USP還制定營養補充品和食品成分的標準（作為食品化學品法典的一部分）。USP並無強制實施這些標準的權力；執行權力由美國食品藥品監督管理局（FDA）和其他政府部門負責。

## 產品品質–標準和驗證
USP建立藥品、食品成分、營養補充品有關產品和成分的書面以及實物的藥物參考標準。監管機構和製造商參照這些標準來確保其產品具有適當的標識，以及效力、品質、純度、和一致性。美國藥典制定並出版美國藥典危險藥物篇（USP 800）即是其中一例。
根據美國法典，在美國使用的處方藥和非處方藥，如果有USP-NF標準，就必須符合標準所要求。許多其他國家/地區或是自己不發行藥典，而直接採用USP-NF，或者使用USP-NF來做當地藥典的補充之用。
USP對於食物成分的標準列在食品化學品法典（FCC）之中。 FCC是食品成分（如防腐劑、調味劑、食用色素、和營養素）的品質和純度標準的彙編，國際間通用。FCC已在澳大利亞、加拿大、和紐西蘭等國家獲得法律上的認可，而且有200多個美國FDA食品法規也引用FCC的標準，但FCC本身迄今仍未獲得美國的法定認可。FCC的制定以及出版的工作是USP在2006年從美國國家醫學院所接下，FCC之前的五個版本均由美國國家醫學院出版。
美國藥典還對營養補充品的產品和成分進行驗證程序（測試和審核）。符合標準的產品可在標籤上顯示“USP認證營養補充品”的標誌。符合USP認證與在營養補充品標籤上僅註記"USP"三個字母並不相同，這種表達方式指的是製造商自稱遵守USP標準製作，但產品未曾經過USP的測試。

## 醫療衛生信息
美國國會在過去曾授權美國衛生及公共服務部部長要求USP開發一種藥物分類系統，以便聯邦醫療保險D部分計劃用來制定處方集，並在日後當涵蓋藥物治療用途有變化，以及增添新的涵蓋藥物時，用來修改分類。USP制定的標準指南已有六個版本，第六版於2014年初發布，適用於2015-2017年聯邦醫療保險（Medicare）福利年度。第七版則在2017年2月發布。

## 倡導藥物品質計劃
USP自1992年以來即與美國國際開發署（USAID）合作，協助發展中國家解決劣質藥品相關事項。這項合作夥伴關係以藥物品質和信息（Drug Quality and Information，DQI）計劃之名運作到2009年，為能滿足全球日益增長的需求，USAID授予USP一項為期五年，金額有3,500萬美元的合作協議，以建立一個新的，擴大的倡導藥物品質（Promoting the Quality of Medicines，PQM）計劃。USAID在2013年把PQM計劃延長五年（到2019年9月），經費增加到1.1億美元，計劃的覆蓋地理區域也被擴大。
PQM的主要機制是用來協助接受USAID援助的國家，加強它們在藥品的品質保證和品質管制體系，確保施用到患者身上的藥物品質合乎規定。PQM的四個主要目標是：
- 加強品質保證（QA）和品質管制（QC）系統
- 增加供應具有品質保證的藥品
- 對不合格，以及仿冒藥物（英语：counterfeit medications）的供應施以打擊
- 提供技術領導和全球倡導

USP和USAID兩者的共同合作已為超過35個國家，把他們社區中使用藥物的品質改善。PQM目前涵蓋的地區有非洲、亞洲、歐洲/歐亞大陸、以及加勒比海/拉丁美洲。

## 國際協議和辦事處
USP從事的國際合作，主要是透過與其他藥典和監管機構、藥廠協會、和其他組織簽訂協議來執行。近年來，USP與包括中華人民共和國國家藥品監督管理局的中華人民共和國藥典、東南亞國家協會（ASEAN）的9個國家、以及俄羅斯聯邦醫療衛生和社會發展監督服務部（Roszdravnadzor）簽署各式諒解備忘錄（MOU）。USP也在瑞士設有國際辦事處，並在巴西、印度、和中華人民共和國設有辦事處和實驗室。

## 外部連結
- 官方网站
- Medicines Compendium

39°03′48″N 77°06′56″W / 39.063270°N 77.115574°W